# Duke Ellington & John Coltrane
Duke Ellington & John Coltrane é um álbum de estúdio de jazz de Duke Ellington e John Coltrane. Foi gravado em recorded on 26 de setembro de 1962 e lançado em fevereiro de 1963 pela Impulse! Records.
| Críticas profissionais                                                      | Críticas profissionais |
| Avaliações da crítica                                                       | Avaliações da crítica  |
| Fonte                                                                       | Avaliação              |
| --------------------------------------------------------------------------- | ---------------------- |
| Allmusic                                                                    | [ 2 ]                  |
| Esta tabela precisa de ser acompanhada por texto em prosa. Consulte o guia. |                        |

## Faixas
1. In a Sentimental Mood – 4:14
  (Duke Ellington)
2. Take The Coltrane – 4:42
  (Billy Strayhorn)
3. Big Nick – 4:30
  (John Coltrane)
4. Stevie – 4:22
  (Duke Ellington)
5. My Little Brown Book – 5:20
  (Billy Strayhorn)
6. Angelica – 6:00
  (Duke Ellington)
7. The Feeling of Jazz – 6:00
  (Bobby Troup/Duke Ellington/George T. Simon)

## Músicos
- Duke Ellington (piano)
- John Coltrane (saxofone tenor, exceto em "Big Nick", na qual toca saxofone soprano)
- Jimmy Garrison (baixo nas faixas 2, 3, 6)
- Aaron Bell (baixo nas faixas 1, 4, 5, 7)
- Elvin Jones (bateria nas faixas 1-3, 6)
- Sam Woodyard (bateria nas faixas 4, 5, 7)